# Iowa City
Iowa City ist eine Stadt (mit dem Status „City“) und Verwaltungssitz des Johnson County im US-amerikanischen Bundesstaat Iowa. Das U.S. Census Bureau hat bei der Volkszählung 2020 eine Einwohnerzahl von 74.828 ermittelt.
In Iowa City befindet sich der Hauptsitz der University of Iowa. Mitten auf dem Campus befindet sich das historische, ehemalige Parlamentsgebäude (State Capitol) von Iowa. Außerdem ist hier ein US Army Reserve Center angesiedelt.
Iowa City ist die Kernstadt der gleichnamigen Metropolregion („Iowa City metropolitan area“).

## Geografie
Iowa City liegt im Osten Iowas beiderseits des Iowa Rivers, einem rechten Nebenfluss des die Grenze Iowas zu Illinois bildenden Mississippis. Der Schnittpunkt der drei Bundesstaaten Iowa, Illinois und Wisconsin liegt rund 135 km nordöstlich von Iowa City. Rund 5 km nördlich der Stadt wird der Iowa River zum Coralville Lake aufgestaut.
Das Stadtgebiet erstreckt sich über eine Fläche von 63,3 km².
Nachbarorte von Iowa City sind University Heights (vollständig vom westlichen Stadtgebiet umschlossen), Solon (18,6 km nördlich), West Branch (18,4 km östlich), West Liberty (28,3 km ostsüdöstlich), Hills (13,7 km südlich), Kalona (28,7 km südwestlich), Coralville (an der nordwestlichen Stadtgrenze), Tiffin (15,8 km westnordwestlich) und North Liberty (15 km nordwestlich).
Die nächstgelegenen Großstädte sind Cedar Rapids (42,8 km nordnordwestlich), Wisconsins Hauptstadt Madison (281 km nordöstlich), die Quad Cities in Iowa und Illinois (87,9 km östlich), Chicago in Illinois (356 km in der gleichen Richtung), St. Louis in Missouri (419 km südsüdöstlich), Kansas City in Missouri (488 km südwestlich), Iowas Hauptstadt Des Moines (183 km westlich), Nebraskas größte Stadt Omaha (406 km in der gleichen Richtung), Rochester in Minnesota (311 km nordnordwestlich) und die Twin Cities in Minnesota (446 km in der gleichen Richtung).

## Verkehr
Der von West nach Ost verlaufende Interstate Highway 80 führt durch den Norden des Stadtgebiets von Iowa City. Der ebenfalls vierspurig ausgebaute U.S. Highway 218 und der hier deckungsgleich verlaufende Iowa Highway 27 führt in Nord-Süd-Richtung durch den Westen der Stadt. Der U.S. Highway 6 führt in Nordwest-Südost-Richtung durch das Stadtzentrum von Iowa City und kreuzt dort den Iowa Highway 1. Alle weiteren Straßen sind untergeordnete Landstraßen, teils unbefestigte Fahrwege sowie innerörtliche Verbindungsstraßen.
Im Stadtgebiet von Iowa City treffen mehrere Eisenbahnlinien für den Frachtverkehr verschiedener Eisenbahngesellschaften aufeinander.
Mit dem Iowa City Municipal Airport befindet sich im Süden des Stadtgebiets ein kleiner Flugplatz. Der nächste Verkehrsflughafen ist der Flughafen Cedar Rapids – Eastern Iowa (37,2 km nordnordwestlich).
Die Benton Street Bridge, eine der ersten Stahlbrücken, wurde 1990 ersetzt.
Der öffentliche Nahverkehr der Stadt ist seit August 2023 für 2 Jahre kostenlos. Im Juli 2025 wurde der Gratis-ÖPNV bis Ende Juni 2026 verlängert.

## Geschichte

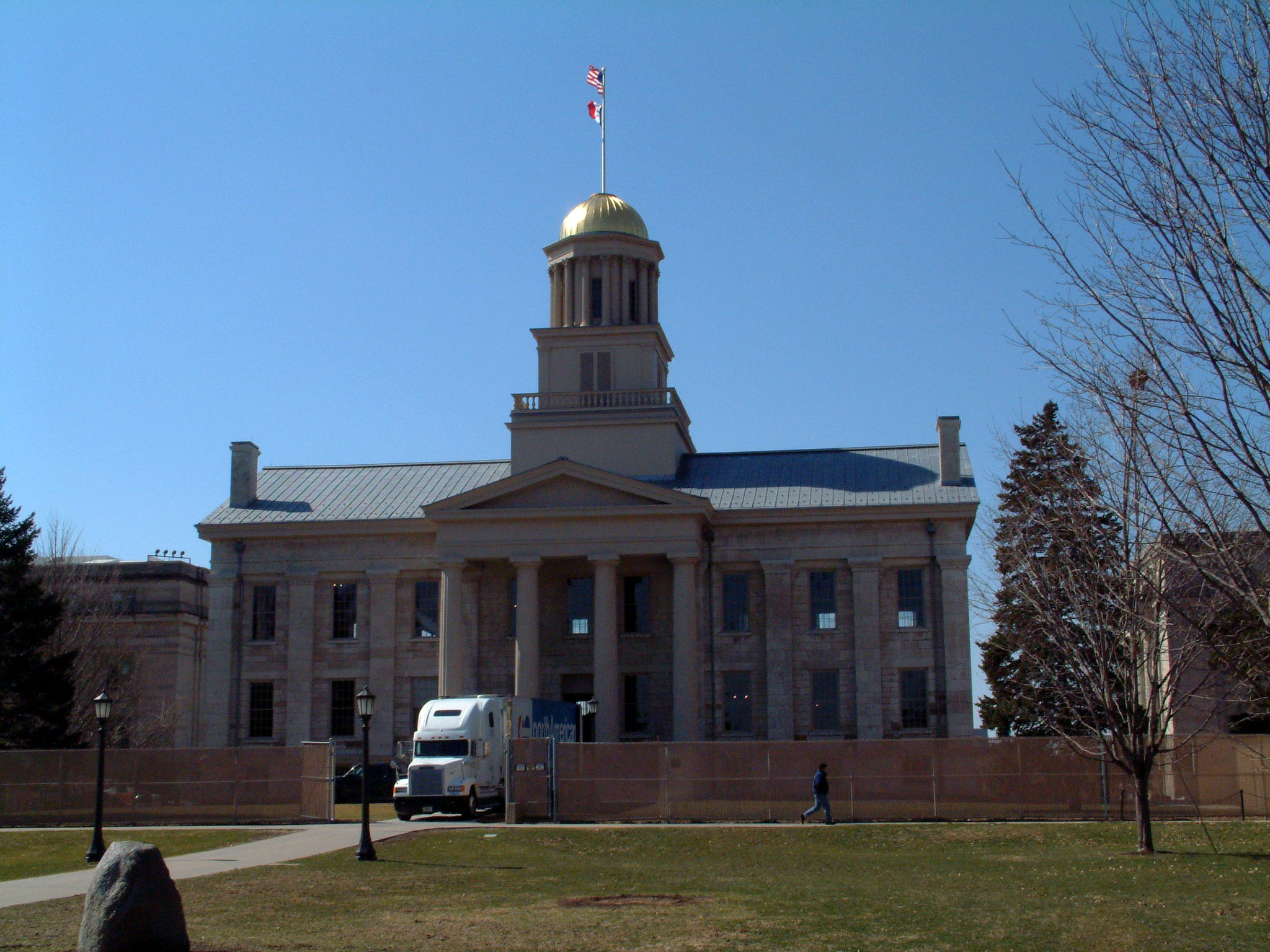
Das Iowa Old Capitol Building in Iowa City

Iowa City wurde nach einem Beschluss der parlamentarischen Versammlung des Iowa-Territoriums im Jahr 1839 planmäßig als neue Hauptstadt des Territoriums angelegt. Die Territorialverwaltung zog im Jahr 1841 von Burlington nach Iowa City. Fünf Jahre später wurde Iowa City auch die Hauptstadt des neu gegründeten Bundesstaates Iowa, bevor diese 1857 nach Des Moines verlegt wurde.
Die Stadt wurde 2008 als City of Literature in das UNESCO-Netzwerk Creative Cities Network aufgenommen. Vor diesem Hintergrund verleiht die Stadt unter anderem den Paul Engle Prize, einen Literaturpreis für gesellschaftlich engagierte Schriftsteller.

### Bevölkerungsentwicklung
Nach der Volkszählung im Jahr 2010 lebten in Iowa City 67.862 Menschen in 27.657 Haushalten. Die Bevölkerungsdichte betrug 1084,1 Einwohner pro Quadratkilometer. In den 27.657 Haushalten lebten statistisch je 2,22 Personen.
Ethnisch betrachtet setzte sich die Bevölkerung zusammen aus 82,5 Prozent Weißen, 5,8 Prozent Afroamerikanern, 0,2 Prozent amerikanischen Ureinwohnern, 6,9 Prozent Asiaten sowie 2,1 Prozent aus anderen ethnischen Gruppen; 2,5 Prozent stammten von zwei oder mehr Ethnien ab. Unabhängig von der ethnischen Zugehörigkeit waren 5,3 Prozent der Bevölkerung spanischer oder lateinamerikanischer Abstammung.
14,9 Prozent der Bevölkerung waren unter 18 Jahre alt, 76,9 Prozent waren zwischen 18 und 64 und 8,2 Prozent waren 65 Jahre oder älter. 50,3 Prozent der Bevölkerung waren weiblich.
Das mittlere jährliche Einkommen eines Haushalts lag bei 42.220 USD. Das Pro-Kopf-Einkommen betrug 25.154 USD. 27,9 Prozent der Einwohner lebten unterhalb der Armutsgrenze.

## Söhne und Töchter der Stadt
- Henry Augustus Pilsbry (1862–1957), Biologe, Zoologe, Malakologe und Karziologe
- Mignon Talbot (1869–1950), Paläontologin und Geologin
- Alfred Marshall Bailey (1894–1978), Ornithologe
- Joseph H. Wales (1907–2002), Ichthyologe
- Gladys Elizabeth Baker (1908–2007), Mykologin und Hochschullehrerin
- John Y. McCollister (1921–2013), Politiker
- Lawrence Donald Soens (1926–2021), römisch-katholischer Geistlicher, Bischof von Sioux City
- Allan Rex Sandage (1926–2010), Astronom
- Howard C. Berg (1934–2021), Biophysiker
- Sidney G. Winter (* 1935), Ökonom
- Gail Jefferson (1938–2008), Linguistin
- Larry Dowd (1940–2006), Rockabilly-Musiker
- Diane E. Griffin (1940–2024), Mikrobiologin und Virologin
- Phyllis Somerville (1943–2020), Schauspielerin
- Mark Noll (* 1946), evangelikaler Kirchenhistoriker und Buchautor
- Bob Barr (* 1948), Rechtsanwalt und Politiker
- Jay Hilgenberg, (* 1959), American-Football-Spieler
- Phil Morris (* 1959), Schauspieler
- Norm Breyfogle (1960–2018), Comiczeichner
- Corine Mauch (* 1960), Stadtpräsidentin von Zürich
- Joel Hilgenberg (* 1962), American-Football-Spieler
- Nancy Hogshead (* 1962), Schwimmerin und Olympiasiegerin
- William von Hippel (* 1963), US-amerikanisch-australischer Sozialpsychologe
- Hill Harper (* 1966), Schauspieler
- Michael Schnack (* 1967), Dirigent, Komponist und Hochschullehrer
- Laura Leighton (* 1968), Schauspielerin
- Luke Bodensteiner (* 1970), Skilangläufer
- Jim Butler (* 1971), Tischtennisspieler
- Chelsea Cain (* 1972), Schriftstellerin und Journalistin
- N. K. Jemisin (* 1972), Fantasy-Autorin
- Joey Woody (* 1973), Leichtathlet
- Tim Dwight (* 1975), American-Football-Spieler
- Christian Ahrens (* 1976), Ruderer
- Zach Johnson (* 1976), Profigolfer
- Andrew Bentler (* 1978), Filmeditor, Filmregisseur, Filmproduzent und Drehbuchautor
- Sharel Cassity (* 1978), Jazzmusikerin
- Michael Mosley (* 1978), Schauspieler
- Nate Kaeding (* 1982), American-Football-Spieler
- Nate Ruess (* 1982), Sänger
- Ashley Tesoro (* 1983), Schauspielerin
- Ashlie Kego (* 1989), nigerianisch-amerikanische Künstlerin
- Michael Wacha (* 1991), Baseballspieler